# Agapostemon sericeus
Agapostemon sericeus is een vliesvleugelig insect uit de familie Halictidae. De wetenschappelijke naam van de soort is voor het eerst geldig gepubliceerd in 1771 door Förster.